# Mathias Møller Nielsen
Mathias Møller Nielsen (ur. 19 marca 1994 w Gentofte) – duński kolarz torowy i szosowy, brązowy medalista torowych mistrzostw świata i mistrz Europy.

## Kariera
Największy sukces na arenie międzynarodowej osiągnął w 2013, gdy reprezentacja Danii w składzie: Lasse Norman Hansen, Casper von Folsach, Mathias Møller Nielsen i Rasmus Quaade zdobyła brązowy medal w drużynowym wyścigu na dochodzenie podczas torowych mistrzostw świata w Mińsku. Rok wcześniej na mistrzostwach Europy w tej samej konkurencji Duńczycy z Møllerem Nielsenem w składzie byli najlepsi, a podczas igrzysk olimpijskich w Londynie zajęli piątą pozycję. Startuje także w wyścigach szosowych, jednak bez większych sukcesów.